# 森忠広
森 忠広（もり ただひろ、旧字体・忠廣）は、江戸時代前期の美作国津山藩の世嗣。官位は従四位下・右近大夫。

## 生涯
初代藩主森忠政の三男。母は豊臣秀長の養女・岩。正室は前田利常の長女・亀鶴姫。
兄に重政と虎松がいたが、重政は側室の子であるために相続権はなく、また同母兄である虎松も慶長17年（1612年）に11歳で夭折したため、以降は嫡子として育つ。
元和元年（1615年）徳川秀忠に拝謁し叙任する。寛永3年（1626年）に亀鶴姫と婚姻する。また従四位下に叙される。
亀鶴姫の母親は大御所徳川秀忠の娘（於珠）であり、さらに亀鶴を一度徳川将軍家の養女として引き取り、その後改めて森家に嫁がせるという徳川将軍家と森家の縁組という段取りであり、森家にとって大変大きな意味を持つ婚姻であった。
この婚姻により前田氏とも懇意となり、金銀の受け渡しなどいくらか交流が持たれたが、寛永7年（1630年）、亀鶴姫は結婚4年目に18歳でこの世を去る。忠広と亀鶴姫との間に子はなく、これにより徳川将軍家との血縁も解消されてしまう。その後、忠広は心労からか酒や女に耽溺する乱れた日々を送るようになる。
これに頭を痛めた忠政は、忠広を江戸の屋敷へと呼び出し、信頼を置いていた家臣の高木重貞に忠広の保護観察を一任する。忠政からの言いつけを守り、高木は忠広を屋敷の一室に閉じ込めて軟禁した。この軟禁生活で病を得た忠広は、家督を継ぐことなく、寛永10年（1633年）に早世した。享年30。法名は顕徳院殿光甫宗本大禅定門。墓所は東京都練馬区広徳寺。
忠広を厳しく扱い過ぎた高木は、森家から追放処分となった。亀鶴姫、忠広の相次ぐ不可解な死、そしてこれらの一件の幕府への報告を怠った忠政は、徳川家光や前田家から呼び出され叱責を受けるという事態に至ったという。忠政は忠広に代わって外孫（忠広の甥）にあたる長継を養子に迎え、嫡子とした。

## 系譜
- 父：森忠政（1570-1634）
- 母：岩 - 豊臣秀長の養女、名古屋高久娘（名古屋山三郎妹）
- 正室：亀鶴姫（1613-1630） - 洪妙院天窓日真大姉、徳川家光養女、前田利常の長女